# Glypta xanthogastra
Glypta xanthogastra là một loài tò vò trong họ Ichneumonidae.